# Tails und der Musikant
Tails und der Musikant, international auch als Tails and the Music Maker bekannt, ist ein Lern-Computerspiel, das von Sega of America, Realtime Associates sowie Novotrade (benannten sich später im Jahre 1994 zu Novotrade International und im Jahre 1995 zu Appaloosa Interactive um) entwickelt und von Sega erstmals in den USA am 4. Juni 1994 für das Sega Pico veröffentlicht wurde.
Am 5. Dezember 1995 folgten Veröffentlichungen in Japan durch den Publisher Imagineer und in Europa durch Sega. Es ist neben Sonic the Hedgehog’s Gameworld eines von zwei Sonic-Spielen für das Sega Pico und das einzige Sonic-Spiel für das Sega Pico, welches in Europa veröffentlicht wurde. Tails und der Musikant beinhaltet mehrere Minispiele mit musikalischem Bezug für eine jüngere Zielgruppe und die Hauptrolle des Spiels nimmt der Fuchs Tails ein.

## Gameplay
Tails und der Musikant verfügt über mehrere Minispiele, die direkt mit dem „Magic Pen“-Stylus gespielt werden. Zu Beginn steht Tails in der Green Hill Zone. Die Gegenstände wie die Musiknoten, Kokosnüsse oder die Schildkröte sind interaktiv und reagieren auf Berührung. Durch Berührung des Froschs wird ein musikalisches Minispiel mit Fröschen auf Seerosenblättern aktiviert, ebenso bestreitet Tails einen schnelleren Teil der Green Hill Zone tanzend und muss durch die Auswahl der verschiedenen Bewegungsmöglichkeiten Stop, Tip-Toe, Jump und Run den Hindernissen ausweichen, um das Ziel zu erreichen.
Weitere Minispiele beinhalten das Einsammeln von herunterfallenden Musiknoten, einen Flipperautomat in einer Casino Night Zone-ähnlichen Umgebung, ein Minispiel das stark an Breakout angelegt ist, ein Spiel, in dem man drei von zwölf Lieder (Twinkle Twinkle Little Star, Farmer in the Dell, Jingle Bells, Hey Diddle Diddle, Mary Had a Little Lamb, Three Blind Mice, Pop Goes the Weasel, Billy Boy, Bicycle Built for Two, Eensie Weensie Spider, Hickory Dickory Dock und Row Row Row Your Boat) lernen muss, um ein Tier aus einem Roboter zu befreien und ein Minispiel, in dem man Sonic anmalen muss. Am Ende des Spiels findet man am Klavierflügel unter der Palme den Soundtest.